# Alsophila aesculi
Alsophila aesculi är en fjärilsart som beskrevs av Philogène Auguste Joseph Duponchel 1829. Alsophila aesculi ingår i släktet Alsophila och familjen mätare. Inga underarter finns listade i Catalogue of Life.